# اشتراب
الانتشاف أو المص أو الاشتراب أو الارتشاف أو العَب أو التمزز أو امتزاز (بالإنجليزية: Sorption)‏ التحاق جسيم بمادة أخرى وبشكل عام قد يشير إلى ثلاثة ظواهر منفصلة:
- الامتصاص - أخذ المادة حجمياً في المادة الأخرى كحالة انحلال الغاز في سائل ما. يعرّف هنا معامل الامتصاص بكمية الغاز المنحل في الشروط النظامية في واحدة الحجم للمذيب. والامتصاص بهذا المعنى هو تأثير حجمي: فالمادة الممتصة تنفذ إلى كامل المادة الماصة.[11]
- الامتزاز - ارتباط المادة سطحيا، مثلا الشوارد أو الجزيئات تُمتَزّ على سطح طور آخر (مثلا امتزاز متفاعلات على سطح محفز صلب).
- الامتصاص الكهرطيسي هو تلقي طاقة من إشعاع من قبل الوسط الذي يمر خلاله. ينتج ضعف في الطاقة الإشعاعية، وهو يخضع في العديد من الحالات لقانون لامبرت ويضاف إلى تأثير تبعثر الإشعاع، في حالة وجوده

## ثبت المراجع
1. 1 2  أحمد شفيق الخطيب (2018). معجم المصطلحات العلمية والفنية والهندسية الجديد: إنجليزي - عربي موضح بالرسوم (بالعربية والإنجليزية) (ط. 1). بيروت: مكتبة لبنان ناشرون. ص. 750. ISBN:978-9953-33-197-3. OCLC:1043304467. OL:19871709M. QID:Q12244028.
2. ↑  معجم مصطلحات الفيزياء (بالعربية والإنجليزية والفرنسية)، دمشق: مجمع اللغة العربية بدمشق، 2015، ص. 449، OCLC:1049313657، QID:Q113016239
3. ↑  سعاد البيلي (1992)، معجم الهندسة الكيميائية: إنكليزي-فرنسي-عربي، المعاجم الأكاديمية المتخصصة (بالعربية والإنجليزية والفرنسية)، مراجعة: محمد الدبس، أنور محمود عبد الواحد (ط. 1)، بيروت: أكاديميا إنترناشيونال، ص. 293، OCLC:1369239695، QID:Q116920838
4. 1 2  منير البعلبكي (2005). المورد الأكبر: قاموس إنكليزي عربي حديث (بالعربية والإنجليزية). مراجعة: رمزي البعلبكي (ط. 1). بيروت: دار العلم للملايين. ص. 1750. ISBN:978-9953-9021-6-6. OCLC:829330815. OL:13208957M. QID:Q107009855.
5. ↑  إيجور يفيموف؛ ألكسي إيفانوفيتش بوسيف (1987)، المنجد في الكيمياء: شرح و تفسير التعابير و المصطلحات الكيميائية (بالعربية والروسية والإنجليزية)، ترجمة: عيسى مسوح، موسكو: دار مير، ص. 58، OCLC:1227821300، QID:Q124569326
6. ↑  معجم الفيزياء المعاصرة (بالعربية والإنجليزية) (ط. 1)، القاهرة: مجمع اللغة العربية بالقاهرة، 2022، ص. 508، OCLC:1343207750، QID:Q124312780
7. ↑  معجم الفيزيقا الحديثة (بالعربية والإنجليزية)، القاهرة: مجمع اللغة العربية بالقاهرة، ج. 2، 1986، ص. 288، OCLC:1044656322، QID:Q115526796
8. ↑  معجم مصطلحات الكيمياء (بالعربية والإنجليزية والفرنسية) (ط. 1)، دمشق: مجمع اللغة العربية بدمشق، 2014، ص. 494، OCLC:931065783، QID:Q113378673
9. ↑  محمد هيثم الخياط (2009). المعجم الطبي الموحد: إنكليزي - فرنسي - عربي (بالعربية والإنجليزية والفرنسية) (ط. الرابعة). بيروت: مكتبة لبنان ناشرون، منظمة الصحة العالمية. ص. 1935. ISBN:978-9953-86-482-2. OCLC:978161740. QID:Q113466993.
10. ↑  قاموس مصطلحات الفلاحة (بالعربية والفرنسية). الجزائر العاصمة: المجلس الأعلى للغة العربية بالجزائر. 2018. ص. 242. ISBN:978-9931-681-42-7. OCLC:1100055505. QID:Q121071043.
11. ↑  McGraw-Hill Encyclopedia of Science & Technology, 10th Edition, Volume 1 (A-ANO),page.20

## اقرأ أيضاً
- التبعثر
- إشعاع كهرطيسي
- توهين الإشعاع
- امتصاصية